# Кононов, Сергей Витальевич
Серге́й Вита́льевич Ко́нонов (село Варзи-Ятчи Алнашского района УАССР (ныне Удмуртской Республики) — 8 августа 2008 года, около Цхинвала, Южная Осетия) — рядовой российской армии, согласно официальной биографии, в течение нескольких часов в одиночку, ценой своей жизни, сдерживавший наступление грузинских вооружённых сил в ходе войны в Грузии 2008 года. Посмертно удостоен ордена Мужества.

## Биография
Сергей родился в удмуртском селе Варзи-Ятчи и был призван в вооружённые силы 14 ноября 2005 года Алнашским военкоматом Удмуртской Республики.
Ночью с 7 на 8 августа 2008 года, в момент начала штурма Цхинвали грузинскими вооружёнными силами, он был часовым на посту № 3 «Верхнего» (или южного) военного городка российских сил ССПМ (бывшего миротворческого контингента). Кононов занимал позицию в одноместном бетонном доте, что, скорее всего, спасло его от гибели в первые часы штурма, так как грузинскими снарядами была уничтожена казарма бывших миротворцев, многие солдаты получили ранения или были убиты. В течение трёх часов Кононов отстреливался от наступающих пехоты и танков противника, давая возможность другим солдатам перенести раненых в относительно безопасный погреб и отступить. Только через три часа выстрел грузинского танка попал в дот Кононова, в результате чего тот погиб.
Посмертно он был награждён орденом Мужества.